# 珀爾巴赫河
50°37′25″N 13°03′20″E / 50.6236°N 13.0556°E
珀爾巴赫河是歐洲的河流，流經德國薩克森州和捷克烏斯季州，屬於喬保河的右支流，該河流發源自上維森塔爾，流經鄰近礦區。